# ピーター・ブロック
ピーター・ジェフリー・ブロック（Peter Geoffrey Brock AM, 1945年2月26日 - 2006年9月8日）は、オーストラリアのレーシングドライバー。ピーター・パーフェクト、キング・オブ・ザ・マウンテンまたはブロッキーなどのニックネームで親しまれた。
40年近くのキャリアでホールデン、BMW、フォード、ボルボ、ポルシェ、プジョーなどに乗ったが、特にホールデンとは非常に深い繋がりがあった。ホールデン・ディーラー・チームはブロック仕様のレーシングカーのロードバージョンを幾度も発売している。
3度の結婚で2人の娘と1人の息子がいた。死の2ヶ月前には孫も産まれている。華やかな女性遍歴でも知られる。
彼の死亡時に乗っていたシェルビー・デイトナ(レプリカ) の設計に関わったピート・ブロックとは別人である。

## キャリア

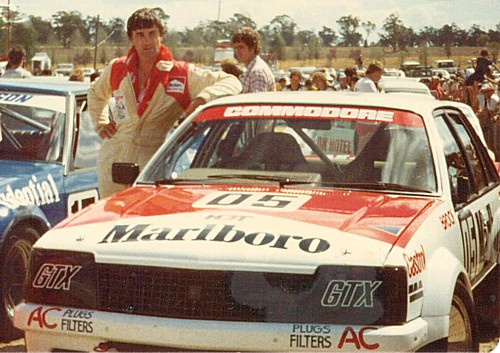
1982年のブロック

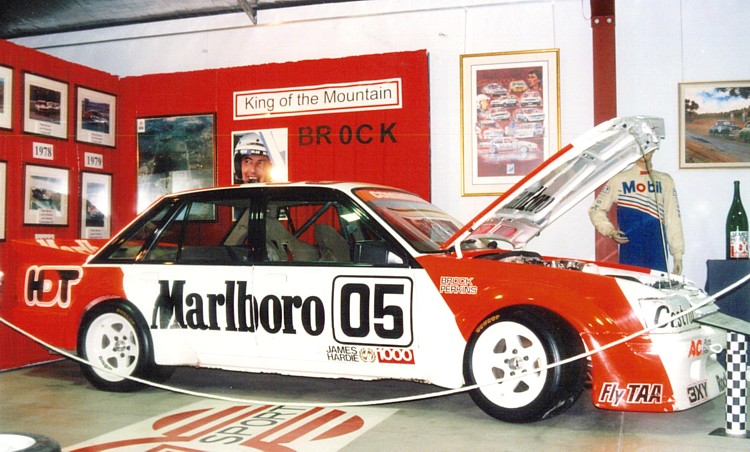
1984年、バサースト優勝車両

バサースト1000とサンダウン500でそれぞれ9度の優勝を飾り、オーストラリアツーリングカー選手権(ATCC)において3度の年間チャンピオンに輝く。
V8スーパーカーシリーズでは通算37勝を挙げた。これは最近抜かれるまでは史上最高の成績であった。
全盛期であった70年代後半から80年代、オーストラリア国内のレースで圧倒的な強さだった為、同国出身のF1チャンピオン、ジャック・ブラバムやアラン・ジョーンズと同系列で語られるほどであった。

## 海外での活躍
何人かのオーストラリア出身のドライバーと異なり、ブロックは欧州でのフル参戦にこだわることはなかった。
ル・マン24時間レースには3度挑戦しているが、いずれもプライベートチームからの参戦であり、これといった結果は残していない。
1977年のスパ24時間レースでは2位に入った。

## セーフティ・キャンペーン
飲酒運転撲滅キャンペーンにも協力的で、1970年代半ばからは競技車両番号に05を好んで付けていた。これは故郷ビクトリア州の定める血中アルコール濃度0.05%以下をアピールする為のものであった。
彼が事故死した時の車両番号も05である。

## エナジー・ポラライザー
1984年のルマンでの失敗のあと、精神的、肉体的なスランプに陥ったブロックは、ライフスタイルを大きく変更していった  。アルコールとタバコ、あらゆる動物性タンパク質を断ちヴィーガンになった。また、「エナジー・ポラライザー」と呼ばれる水晶と磁石を使った怪しげな装置を自らの乗るレーシングカーに搭載する。結果、彼の状態は改善していったが、周囲の「装置」に対する見解は最後まで懐疑的であった。

## 引退後
1997年にはフルタイムでのレース参戦から引退した。

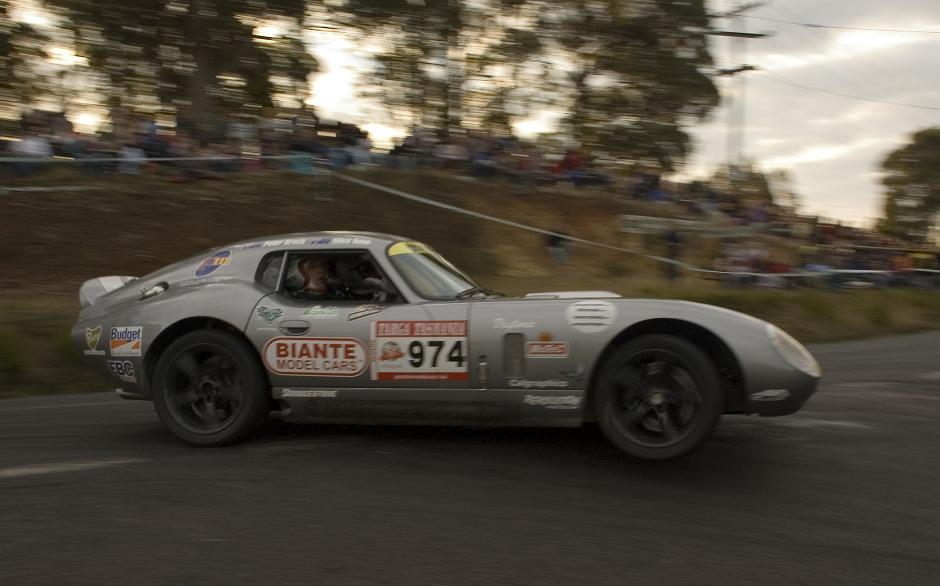
2006年、タルガ・タスマニアにて

ピーター・ブロック基金を設立、公的な寄付を募り、若いレーシングドライバーを育てる運動を始めた。
2002年と2004年にはバサーストにカムバック。
また、タルガ・タスマニアのようなラリー・イベントにもしばしば参加する様になった。

## 死
2006年9月8日の午前11:50、タルガ・ウエスト・ラリーのセカンドステージにおいて、ゴールまで3kmの地点で高速コースアウト。コース脇の木に激突して即死した。同乗していたコ・ドライバーは重傷を負い、事故時の様子が収められたビデオを警察が確認、オーバースピードによる操作ミスと断定された。
家族とビクトリア州によって葬儀が行われ、28年間連れ添った3度目の元妻がラジオを通じてファンへのメッセージを送った。

## 栄光
オーストラリアにおけるモータースポーツの発展への貢献を評し、バサースト1000の優勝トロフィーには彼の名前がつけられた。
- 1980年、オーストラリア勲章（英語版）を受章する[18]。
- 1986年、ベント・スプーン賞を受賞。エナジー・ポラライザーのプロモーションが評価を受けた[19]。これは疑似科学的な商品や技術に送られる賞である。
- 2000年、オーストラリア・スポーツ・メダルを受賞[20]。
- 2001年、V8スーパーカーシリーズの殿堂入り。
- 2001年、オーストラリア独立100周年メダルを受賞[21]。
- 2006年、ナショナル・サービス・メダルを受賞Conscription in Australia|National Service Medal(14 February 2006) - For Military Service (?-1967)[22][23]。

## レース戦歴

### ル・マン24時間レース
| 年     | チーム                                                      | パートナー                                        | 使用車両                 | クラス | ラップ | 総合順位 | クラス順位 |
| ------ | ----------------------------------------------------------- | ------------------------------------------------- | ------------------------ | ------ | ------ | -------- | ---------- |
| 1976年 | チーム ブロック                                             | ブライアン・ミュアー ジーン・クロード・オーブリエ | BMW・3.5CSL              | Gr.5   | 156    | DNF      | DNF        |
| 1981年 | ポルシェ カーズ オーストラリア                              | コリン・ボンド ジム・リチャーズ                   | ポルシェ・924 カレラ GTR | GT     | 0      | DNS      | DNS        |
| 1984年 | チーム オーストラリア ジョン・フィッツパトリック レーシング | ラリー・パーキンス                                | ポルシェ・956B           | C1     | 145    | DNF      | DNF        |